# 광일고등학교
광일고등학교(光一高等學校)는 대한민국 광주광역시 광산구 임곡동에 위치한 사립 고등학교이다.

## 학교 연혁
- 1982년 4월 19일 : 임곡고등학교 설립인가
- 1983년 3월 5일 : 임곡고등학교 개교
- 1985년 3월 1일 : 광일고등학교로 교명 변경
- 2013년 10월 10일 : 제11대 최성철 이사장 취임
- 2022년 9월 1일 : 제14대 김성률 교장 취임
- 2024년 10월 18일 : 광일고등학교 정훈관(기숙사) 개관
- 2025년 1월 23일 : 제40회 33명 졸업 (총 졸업생 8,867명)

## 참고 자료
- 광일고등학교 - 한국교육학술정보원 학교알리미